# Román Sharónov
Román Sergueyévich Sharónov (Moscú, Unión Soviética, 8 de febrero de 1976) es un exfutbolista ruso, se desempeñaba como lateral derecho y su último equipo fue el Rubin Kazán.

## Clubes
| Club                     | País  | Año       |
| ------------------------ | ----- | --------- |
| FC Lokomotiv-d Moscú     | Rusia | 1993-1997 |
| Shanghai Fubao FC        | China | 1997      |
| FC Metallurg Krasnoyarsk | Rusia | 1997-1999 |
| FC Rubin Kazan           | Rusia | 1999-2004 |
| FC Terek Grozny          | Rusia | 2005-2006 |
| FC Shinnik Yaroslavl     | Rusia | 2007      |
| FC Rubin Kazan           | Rusia | 2008-2014 |

- Datos: Q312940
- Multimedia: Roman Sharonov / Q312940